# Prascorsano
Prascorsano (piemontesisch Spracusan) ist eine Gemeinde in der italienischen Metropolitanstadt Turin (TO), Region Piemont.

## Lage und Einwohner
Prascorsano liegt knapp 50 km nördlich von Turin. Zur Gemeinde zählen noch die Fraktionen (Frazioni) Cerialdo, Galassola, Pemonte, Prabasone, Tetti und Comunie. Das Gemeindegebiet umfasst eine Fläche von 6 km² und hat 695 Einwohner (Stand 31. Dezember 2024).
Die Nachbargemeinden sind Cuorgnè, San Colombano Belmonte, Canischio, Pratiglione, Valperga, Pertusio und Rivara.

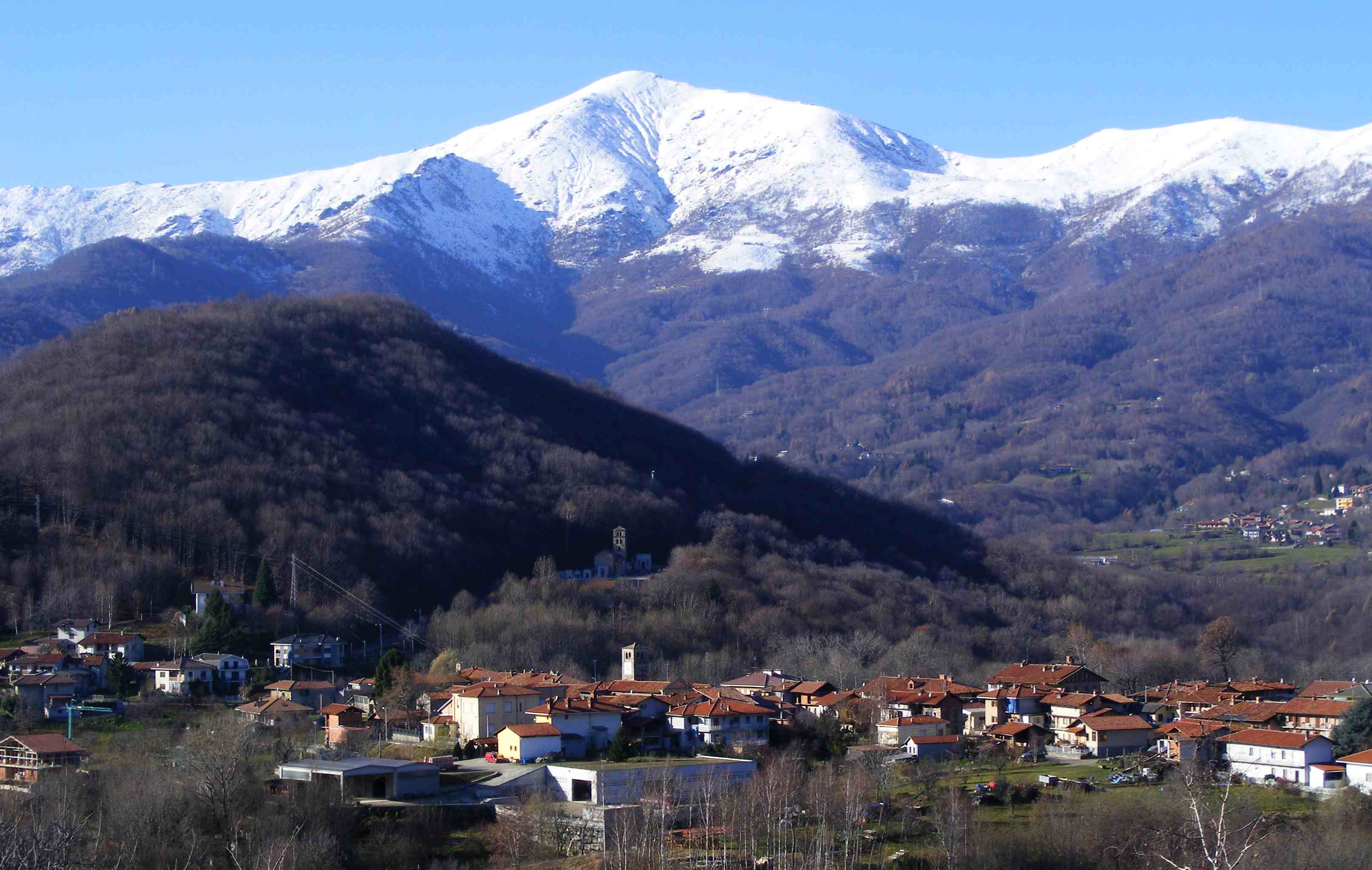
Panorama

## Geschichte

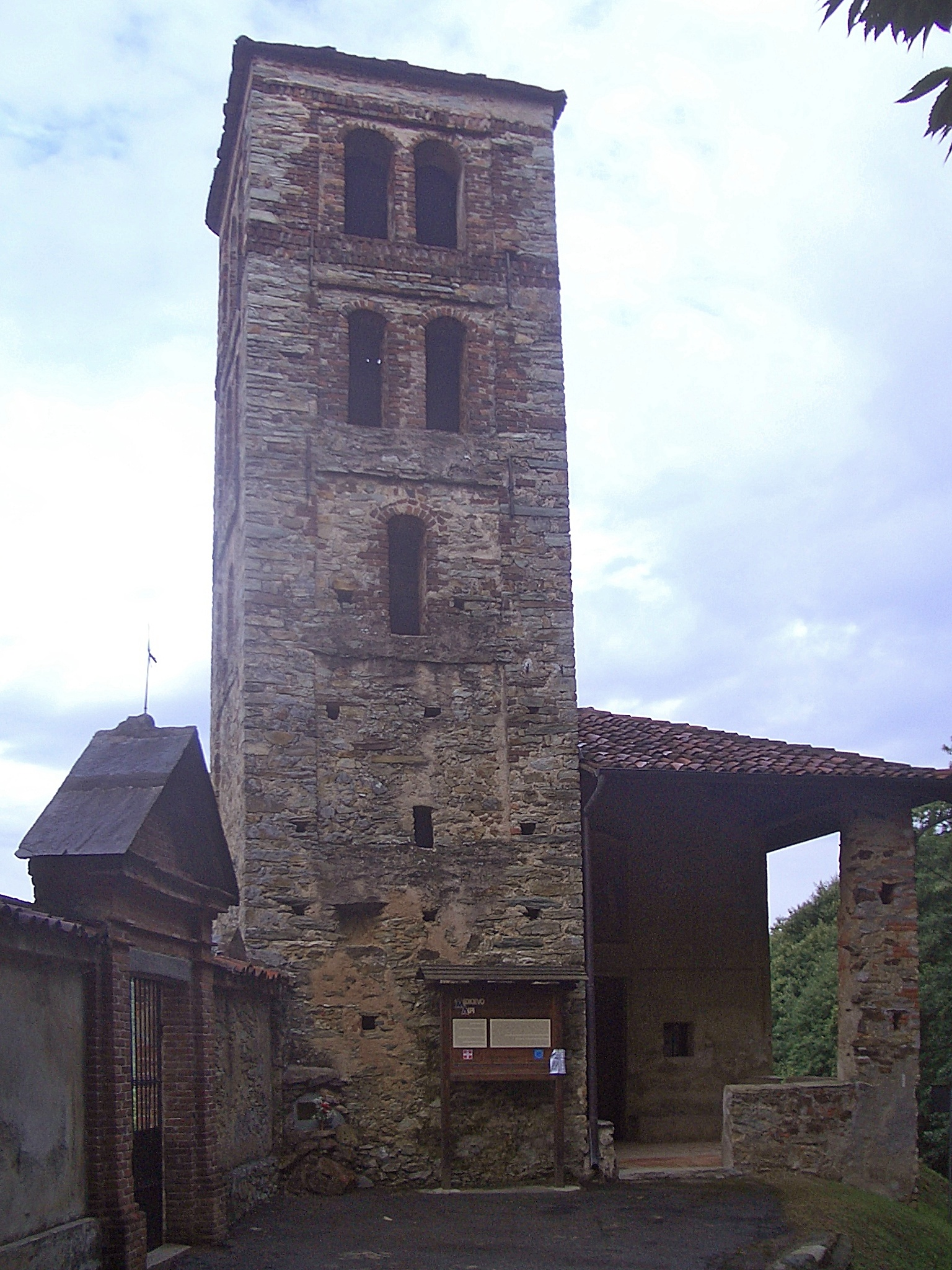
Madonna del Camine

Der Titel Sant'Andrea weist heute auf die Pfarrkirche im Zentrum der Stadt hin, früher jedoch auf die kleine Friedhofskirche, die heute der Madonna del Carmine (auch S. Maria delle Grazie) geweiht ist.
Die Architektur der Kirche lässt sich auf das 12. Jahrhundert datieren, wie der Glockenturm und die im Inneren sichtbaren Eckkapitelle im linken Seitenschiff belegen.